# Dichaetophora madagascarensis
Dichaetophora madagascarensis är en tvåvingeart som först beskrevs av Toyohi Okada 1984.  Dichaetophora madagascarensis ingår i släktet Dichaetophora och familjen daggflugor.
Artens utbredningsområde är Madagaskar. Inga underarter finns listade i Catalogue of Life.